# Hladna vojna (film, 2018)
Hladna vojna (poljsko Zimna wojna) je koprodukcijski zgodovinski dramski film iz leta 2018, ki ga je režiral Paweł Pawlikowski in zanj tudi napisal scenarij skupaj z Januszom Głowackim in Piotrom Borkowskim. V glavnih vlogah nastopajo Joanna Kulig, Tomasz Kot, Borys Szyc, Agata Kulesza, Cédric Kahn in Jeanne Balibar. Dogajanje je postavljeno na Poljsko in v Francijo v času hladne vojne od konca 1940-tih do 1960-tih ter prikazuje glasbenega režiserja Wiktorja (Kot), ki odkrije mlado pevko Zulo (Kulig), in njuno kasnejšo ljubezensko razmerje skozi leta. Zgodba ohlapno temelji na življenju staršev Pawlikowskega, film je posnet v mednarodni poljsko-francosko-britanski koprodukciji. 
Film je bil premierno prikazan 10. maja 2018 na Filmskem festivalu v Cannesu, kjer je osvojil nagrado za najboljšo režijo in bil nominiran za zlato palmo. Naletel je na dobre ocene kritikov, ki so pohvalili igro, scenarij, režijo in fotografijo. Izbran je bil za poljskega kandidata za oskarja za najboljši tujejezični film na 91. podelitvi, kjer je bil film ob tej nominiran še v kategorijah za najboljšo režijo in fotografijo. Nominiran je bil tudi za štiri nagrade BAFTA, za najboljšo režijo, izvirni scenarij, tujejezični film in fotografijo, osvojil pa je evropske filmske nagrade za najboljši film, režijo, scenarij, igralko (Kulig), montažo in nagrado občinstva, nominiran pa je bil še za najboljšega igralca (Kot).

## Vloge
- Joanna Kulig kot Zuzanna »Zula« Lichoń
- Tomasz Kot kot Wiktor Warski
- Borys Szyc kot Lech Kaczmarek
- Agata Kulesza kot Irena Bielecka
- Jeanne Balibar kot Juliette
- Cédric Kahn kot Michel
- Adam Woronowicz kot konzul
- Adam Ferency kot minister